# 공감토크쇼 놀러와
《공감토크쇼 놀러와》는 2004년 5월 8일부터 2012년 12월 24일까지 방송된 MBC TV의 예능 프로그램이다.

## 프로그램 역사
- 2012년 9월 3일에 방송된 401회까지 《유재석·김원희의 놀러와》라는 이름을 사용하였다가 제작진이 바뀌면서 402회부터 《놀러와》라는 이름과 프로그램 포맷이 수정되었다.[2] 그러다가 제목을 바꾼지 얼마 되지 않은 2012년 12월 24일에 방송된 413회를 마지막으로 폐지하였다.

## 방송 시간
| 방송 채널 | 방송 기간                          | 방송 시간                |
| --------- | ---------------------------------- | ------------------------ |
| MBC TV    | 2004년 5월 8일 ~ 2004년 11월 27일  | 매주 토요일 밤 10시 40분 |
| MBC TV    | 2004년 12월 11일 ~ 2005년 4월 16일 | 매주 토요일 저녁 7시     |
| MBC TV    | 2005년 4월 22일 ~ 2006년 11월 3일  | 매주 금요일 밤 9시 55분  |
| MBC TV    | 2006년 11월 10일 ~ 2008년 3월 28일 | 매주 금요일 밤 10시 50분 |
| MBC TV    | 2008년 3월 31일 ~ 2012년 12월 24일 | 매주 월요일 밤 11시 5분  |

## 출연자
메인 MC
- 유재석
- 김원희

패널
- 은지원
- 은혁
- 권오중
- 박재범
- 김응수
- 김나영

이전 패널
- 지상렬
- 김진
- 노홍철
- 박명수
- 조혜련
- 김신영
- 정시아
- 김종민
- 정가은
- 길
- 이하늘
- 조규찬
- 우승민
- 조세호

## 역대 코너
- 트루맨쇼 : 세대별 남자들의 성장 토크.
- 수상한 산장 : 슬립(sleep)토크쇼로 산장에서 함께 잠을 자다가 휴대폰으로 미션을 받는 코너이다.
- 방바닥 콘서트 보고싶다 : 방바닥에서 펼쳐지는 음악과 만남의 대향연. 스타와 팬의 최단거리 밀착 토크쇼.
- 골방 밀착 토크 눌러 줘요 컴 온 : 실제 옥탑방 안에서 메인 MC들을 제외한 게스트들과 고정 패널들의 굴욕담, 실수담 등을 주제를 정해 이야기해보는 코너이다.
- 반지하의 제왕 : 반지하 컨셉의 세트에서 게스트의 고민을 털어놓는 코너이다. 주로 해결의 책을 통해 게스트의 고민들을 털어놓는다. MVP에게는 반지하의 제왕이라는 타이틀과 함께 순금 열쇠가 주어진다.
- 숫자 토크 점점 작게 : 100명의 방청객이 공감할 수 있는 주제를 정해서 하는 토크. 단계마다 누르는 방청객 수가 점점 적어야 한다.
- 회전 토크 넘어야 산다 : 숫자가 있는 회전판을 돌리고 그 숫자가 나오면 그 숫자보다 많이 나올만한 이야기를 해 방청객이 누르는 숫자가 많아야 한다.
- 토크 홈런왕 : 팀이 토크 배틀을 펼쳐 점수가 높은 팀이 승리한다. 또한, 만루 홈런 찬스도 있다.
- 스타 인(in) 커버 스토리 : 스타의 비하인드 스토리가 잡지 첫 표지에 나와 있는 듯하게 잡지를 꾸며 스토리를 이야기하는 코너이다.

## 시청률

### 2004 ~ 2007년
2004년
- 11월 20일 : 16.1%

2005년
- 7월 22일 : 24.8%
- 9월 2일 : 12.4%
- 10월 8일 : 11.5%

2006년
- 3월 17일 : 11.6%
- 3월 24일 : 9.9%
- 4월 21일 : 8.8%
- 5월 19일 : 7.6%
- 7월 7일 : 7.8%
- 7월 21일 : 10.5%
- 7월 28일 : 12.3%
- 8월 25일 : 9.4%
- 9월 8일 : 7.2%
- 9월 22일 : 7.7%
- 9월 29일 : 5.2%
- 11월 3일 : 9.8%

2007년
- 1월 26일 : 16.8%
- 3월 2일 : 14.6%
- 3월 9일 : 14.6%
- 5월 4일 : 11.0%
- 5월 11일 : 11.6%
- 5월 25일 : 12.9%
- 6월 8일 : 18.1%
- 6월 15일 : 17.0%
- 6월 22일 : 15.6%
- 7월 20일 : 13.9%
- 7월 27일 : 11.2%
- 8월 3일 : 12.2%
- 8월 17일 : 13.5%
- 8월 24일 : 13.4%
- 8월 31일 : 8.9%
- 9월 7일 : 12.0%
- 9월 14일 :12.8%
- 9월 21일 : 15.1%
- 9월 28일 : 13.1%
- 10월 5일 : 12.8%
- 10월 12일 : 15.1%
- 10월 19일 : 11.8%
- 10월 26일 : 8.8%
- 11월 9일 : 11.6%
- 11월 16일 : 15.4%
- 11월 30일 : 13.1%
- 12월 14일 : 11.6%
- 12월 21일 : 12.1%
- 12월 28일 : 16.0%

### 2008년
전국 시청률 포함 (자료 출처 : 닐슨 코리아 리서치)
- 1월 4일 : 15.0%
- 1월 11일 : 15.5%
- 1월 18일 : 12.4%
- 1월 25일 : 13.4%
- 2월 1일 : 13.1%
- 2월 8일 : 13.4%
- 2월 15일 : 15.0%
- 2월 22일 : 12.8%
- 2월 29일 : 15.0%
- 3월 7일 : 11.8%
- 3월 21일 : 13.4%
- 3월 28일 : 11.1%
- 4월 7일 : 15.2%
- 4월 14일 : 11.4%
- 4월 21일 : 8.6%
- 4월 28일 : 10.1%
- 5월 5일 : 10.6%
- 5월 12일 : 12.5%
- 5월 26일 : 12.3%
- 6월 2일 : 14.6%
- 6월 9일 : 17.2%
- 6월 16일 : 16.4%
- 6월 23일 : 13.2%
- 6월 30일 : 10.6%
- 7월 7일 : 10.6%
- 7월 14일 : 10.6%
- 7월 21일 : 9.4%
- 7월 28일 : 8.8%
- 8월 4일 : 10.3%
- 8월 18일 : 11.0%
- 8월 25일 : 12.6%
- 9월 1일 : 9.9%
- 9월 15일 : 18.4%
- 9월 22일 : 11.7%
- 9월 29일 : 11.0%
- 10월 6일 : 11.7%
- 10월 20일 : 11.1%
- 10월 27일 : 11.3%
- 11월 17일 : 11.9%
- 11월 24일 : 12.2%
- 12월 1일 : 11.5%
- 12월 8일 : 14.0%
- 12월 15일 : 10.7%
- 12월 22일 : 11.2%

### 2009년
전국 시청률 포함 (자료 출처 : 닐슨 코리아 리서치)
- 1월 19일 : 12.3%
- 1월 26일 : 12.4%
- 2월 9일 : 10.6%
- 2월 23일 : 11.0%
- 3월 2일 : 12.8%
- 3월 9일 : 13.2%
- 3월 16일 : 11.9%
- 3월 30일 : 9.4%
- 4월 6일 : 12.1%
- 4월 13일 : 10.7%
- 4월 20일 : 11.0%
- 4월 27일 : 9.8%
- 5월 4일 : 10.9%
- 5월 11일 : 10.2%
- 5월 18일 : 11.4%
- 6월 1일 : 12.8%
- 6월 15일 : 14.4%
- 6월 22일 : 12.4%
- 6월 29일 : 9.9%
- 7월 6일 : 12.7%
- 7월 13일 : 12.6%
- 7월 20일 : 15.4%
- 7월 27일 : 10.6%
- 8월 17일 : 13.4%
- 8월 24일 : 11.4%
- 8월 31일 : 13.8%
- 9월 7일 : 10.4%
- 9월 14일 : 17.3%
- 9월 21일 : 12.6%
- 9월 28일 : 14.2%
- 10월 5일 : 17.3%
- 10월 12일 : 15.5%
- 10월 19일 : 12.8%
- 10월 26일 : 15.9%
- 11월 2일 : 13.4%
- 11월 9일 : 12.7%
- 11월 16일 : 14.3%
- 11월 23일 : 11.7%
- 11월 30일 : 11.5%
- 12월 7일 : 11.4%
- 12월 14일 : 16.7%
- 12월 21일 : 13.2%
- 12월 28일 : 12.3%

### 2010년
전국 시청률 포함 (자료 출처 : 닐슨 코리아 리서치)
- 1월 4일 : 12.0%
- 1월 11일 : 10.5%
- 1월 18일 : 14.6%
- 1월 25일 : 15.8%
- 2월 1일 : 15.3%
- 2월 8일 : 14.2%
- 2월 22일 : 13.6%
- 3월 1일 : 13.3%
- 3월 8일 : 12.8%
- 3월 15일 : 13.9%
- 4월 5일 : 12.5%
- 5월 17일 : 16.3%
- 5월 24일 : 16.0%
- 6월 7일 : 15.0%
- 6월 14일 : 12.5%
- 6월 21일 : 13.3%
- 6월 28일 : 13.0%
- 7월 5일 : 13.9%
- 7월 12일 : 13.3%
- 7월 19일 : 14.2%
- 7월 26일 : 14.3%
- 8월 2일 : 17.5%
- 8월 9일 : 12.5%
- 8월 16일 : 14.1%
- 8월 23일 : 18.6%
- 8월 30일 : 17.0%
- 9월 6일 : 13.5%
- 9월 13일 : 15.3%
- 9월 20일 : 15.4%
- 9월 27일 : 18.9%
- 10월 4일 : 15.2%
- 10월 18일 : 10.9%
- 10월 25일 : 13.7%
- 11월 1일 : 13.8%
- 11월 8일 : 13.7%
- 11월 29일 : 14.8%
- 12월 6일 : 14.1%
- 12월 13일 : 13.0%
- 12월 20일 : 13.9%
- 12월 27일 : 13.8%

### 2011년
전국 시청률 포함 (자료 출처 : 닐슨 코리아 리서치)
- 1월 3일 : 14.1%
- 1월 10일 : 13.7%
- 1월 17일 : 11.9%
- 1월 24일 : 15.2%
- 2월 7일 : 10.6%
- 2월 14일 : 16.1%
- 2월 21일 : 11.7%
- 2월 28일 : 12.1%
- 3월 7일 : 10.4%
- 3월 14일 : 10.8%
- 3월 21일 : 16.6%
- 3월 28일 : 15.8%
- 4월 4일 : 10.5%
- 4월 11일 : 8.5%
- 4월 18일 : 11.6%
- 4월 25일 : 15.9%
- 5월 2일 : 13.3%
- 5월 9일 : 12.7%
- 5월 16일 : 11.9%
- 5월 23일 : 11.0%
- 5월 30일 : 9.7%
- 6월 6일 : 11.5%
- 6월 13일 : 16.0%
- 6월 20일 : 10.6%
- 6월 27일 : 13.1%
- 7월 4일 : 14.5%
- 7월 11일 : 14.2%
- 7월 18일 : 13.0%
- 7월 25일 : 11.1%
- 8월 1일 : 8.3%
- 8월 8일 : 11.0%
- 8월 15일 : 10.9%
- 8월 22일 : 11.1%
- 8월 29일 : 11.4%
- 9월 5일 : 11.0%
- 9월 12일 : 7.6%
- 9월 19일 : 10.1%
- 9월 26일 : 10.2%
- 10월 3일 : 9.6%
- 10월 10일 : 10.3%
- 11월 7일 : 11.4%
- 11월 14일 : 9.6%
- 11월 21일 : 10.8%
- 11월 26일 : 9.8%

### 2012년
전국 시청률 포함 (자료 출처 : 닐슨 코리아 리서치)
- 1월 16일 : 12.3%
- 1월 23일 : 10.6%
- 1월 30일 : 14.4%
- 2월 6일 : 12.3%
- 2월 13일 : 10.9%
- 2월 27일 : 7.6%
- 3월 5일 : 7.4%
- 3월 12일 : 7.8%
- 3월 19일 : 8.2%
- 3월 26일 : 7.0%
- 4월 2일 : 8.3%
- 4월 16일 : 5.3%
- 4월 23일 : 3.9%
- 4월 30일 : 5.7%
- 5월 7일 : 6.9%
- 5월 14일 : 5.8%
- 5월 21일 : 4.9%
- 5월 28일 : 4.9%
- 6월 4일 : 6.9%
- 6월 11일 : 7.4%
- 6월 18일 : 7.2%
- 6월 25일 : 4.1%
- 7월 2일 : 5.4%
- 7월 9일 : 3.8%
- 7월 16일 : 3.5%
- 7월 23일 : 2.7%
- 8월 13일 : 4.4%
- 8월 27일 : 5.0%
- 9월 3일 : 4.8%
- 9월 10일 : 4.9%
- 9월 17일 : 5.4%
- 9월 24일 : 5.1%
- 10월 15일 : 4.2%
- 10월 22일 : 5.3%
- 10월 29일 : 4.6%
- 11월 5일 : 4.1%
- 11월 12일 : 4.2%
- 11월 19일 : 4.5%
- 12월 3일 : 4.8%
- 12월 17일 : 4.5%
- 12월 24일 : 4.9%

## 참고 사항
- 김원희와 더불어 본 프로그램의 진행자인 유재석은 KBS 2TV 교육 버라이어티 프로그램에서 김원희와 호흡을 맞출 뻔 했지만[3] 개인사정으로 고사했는데, 그 프로그램이 바로 대한민국 1교시였으며 공동 MC는 이훈이었다. 한편 이훈의 경우에는 우여곡절 끝에 남자 MC로 낙점됐는데, 이훈은 대한민국 1교시가 화요일 심야 시간대에 방영될 당시 앞시간대에 시작한 드라마 중의 하나인 SBS 왕의 여자 출연진[4]이기도 했다.
- 2007년부터 2011년까지 10%대의 높은 시청률에 육박하는 인기를 누렸으나, 2012년 이후부터 시청률이 급격하게 하락하여 한자릿수에 머무르는 시청률을 지속해 지지부진해졌으며, 결국 이를 이기지 못하고 2012년 12월에 폐지되었다.

## 동시간대 지역프로그램
- 춘천MBC, 원주MBC, 청주MBC, 충주MBC, MBC경남 진주, 포항MBC, 안동MBC, 전주MBC, 목포MBC, 여수MBC 등지는 자체편성없이 놀러와를 그대로 내보냈다.

| 프로그램         | 지역                               | 방송국  | 진행자        |
| ---------------- | ---------------------------------- | ------- | ------------- |
| TV 메디컬 약손   | 대구광역시·경상북도 중남부         | 대구MBC | 지동춘,조수희 |
| 살맛나는 세상    | 광주광역시·전라남도 중북부         | 광주MBC |               |
| 살맛나는 세상    | 울산광역시                         | 울산MBC |               |
| 살맛나는 세상    | 대전광역시·세종특별자치시·충청남도 | 대전MBC |               |
| 포토에세이 골목  | 부산광역시                         | 부산MBC | 김홍희        |
| 강릉MBC 특집토론 | 강릉시                             | 강릉MBC |               |
| 삼척MBC 기획토론 | 삼척시                             | 삼척MBC | 김상호        |
| 휴먼다큐 제주인  | 제주특별자치도                     | 제주MBC |               |